# Касапчића ћуприја
Касапчића ћуприја био је мост на ријеци Ђетињи у Ужицу.

## Архитектура
Касапчића мост је био постављен на пет благо преломљених сводова, ослоњених на четири темељна камена стуба и двије подзиде на обалама. Пети, најмањи лук завршио је испод улице када је грађена Кејска улица, данашња Омладинска. Овај мост је својим карактеристичним детаљима свједочио о мајстору који је добро познавао устаљене форме остварења ове врсте и овога времена.
Стубови су били завршени према узводној страни истакнутим троугластим браником, а према низводној полигоналним контрафором. Сводови овог моста почињали су приближно на половини висине стуба и благо се повећавали од отвора до отвора с једне стране према средини. Чеони зидови овог моста имали су благи лук преко сводова, чиме је била наглашена њихова пластичност.
Повећање распона и висине лукова према средини уобичајено је за османску мостоградњу тога времена. То је било потребно да се мостови заштите од тзв. катастрофалних вода успоном с обје стране и преломом нивелете над средишњим стубом. Стаза на овом мосту оцртавала се је на фасадама истакнутим спољним вијенцем, на коме се је дизао коркалук (ограда) од вертикално учвршћених камених плоча. Средишњи стуб је с узводне стране био пластично разрађен, тако да се је у два степена истицао из основне масе чеоног зида и на тај начин стварао утисак плитког балкона. Касапчића мост је био зидан од прецизно израђених камених блокова, који су у доњем дијелу, приближно до висине виших водостаја, били од бијелог, добро обрађеног кречњака, док су горњи дијелови били од клесане седре. Закључни камени сводови били су такође од кречњака.
Касапчића мост је био дуг 54 m, а широк 4,25 m. Ширина коловоза износила је 3,65 m. Са сваке стране пјешачка стаза била је широка 30 cm. Овај мост је имао пет отвора различите величине и то (идући здесна улијево): први отвор 7,40 m, други 9,70 m, трећи, највећи 10,40 m, четврти 8,20 m и на крају пети 5, 30 m. Средњи стубови, сем трећег, широки су по 2,40 m, а ширина трећег стуба износила је 2,70 m.
Приближно средини моста налазило се високо постоље на ком је стајала мермерна плоча са тарихом (натписом с датумом градње) који је спјевао пјесник Џарија Челебија. Његови стихови су исклесани у осам картуша, арапским калиграфским писмом на османском турском језику.

## Историја
Дао га је подићи ужички угледник Мехмед-бег Касапчић са својим братом (Х)асан-бегом 1627/28. године. Грађен је да повеже четврт Мегдан на лијевој обали Ђетиње и Међај на десној. Евлија Челебија је о њему записао све податке до којих је успио доћи кад је пролазио кроз Ужице 1664. године. Срушен је приликом повлачења нацистичких војника кроз Ужице 16. децембра 1944. године.
Плочу са стиховима са срушеног Касапчића моста нашао је распуклу у Ђетињи близу своје воденице (данас је ту кафе „Ловац”) Драго Петровић, од Ужичана тада зван Драго Воденичар или Драго Ћопо, који ју је извадио из ледом оковане Ђетиње у децембру 1944. године. Поклонио ју је 1946. године тек основаном ужичком Народном музеју, у чијем депоу се и даље налази. У музејску Улазну књигу уписано је: „Камена плоча са турским натписом са срушеног старог моста Ђетиње. Изломљена приликом експлозије.”. Ову плочу је јавност први пут могла да види од 7. октобра до 18. новембра 2022. године на изложби „У малом Цариграду – Османско наслеђе из збирки Народног музеја Ужице” у галеријском простору Јокановића куће у Ужицу.
Током свог боравка у Ужицу, Касапчића ћуприју је 1933. године насликао сликар Винко Грдан.

### Изградња реплике
Идеју ужичког историчара Милорада Искрина да се уради реплика овог моста, око 1990. године жељело је да реализује ГП „Златибор” у знак успјешног рада те фирме у Ужицу. Ова жеља није остварена због привредне кризе у Србији у то вријеме.
У броју часописа „Ужичка недеља” од 25. јануара 2013. године, писало је да је недуго раније покренута акција да се овај мост обнови.
Крајем новембра 2017. године, могућа обнова Касапчића ћуприје била је једна од тема разговора између тадашњег амбасадора Турске у Србији Танжуа Билгича и директора Турске агенције за сарадњу и развој Мехмеда Бајрака с тадашњим градоначелником Ужица Тихомиром Петковићем.
У мају 2021. године, након састанка са тадашњом градоначелницом Ужица Јеленом Раковић Радивојевић и њеним сарадницима, Башар Башол, конзул Турске у Новом Пазару, изјавио је да су Турци веома заинтересовани за то да реализују пројекат обнове Касапчића ћуприје.
Дана 30. августа исте године, у посјети Ужицу боравио је Салих Акгул Хаџифејзовић, почасни конзул Србије у Једрену, који је током састанка са градоначелницом Ужица др Јеленом Раковић Радивојевић и њеним сарадницима рекао да је извјесна изградња Касапчића моста.